# Neuringen
Neuringen is een gehucht in Denderwindeke, deelgemeente van de stad Ninove in de Belgische provincie Oost-Vlaanderen. 
Het gehucht ligt in het noorden van de deelgemeente, tegen de grens met Pollare. Neuringen ligt aan de Moensbroekbeek, anderhalve kilometer ten noordwesten van het dorpscentrum van Denderwindeke.

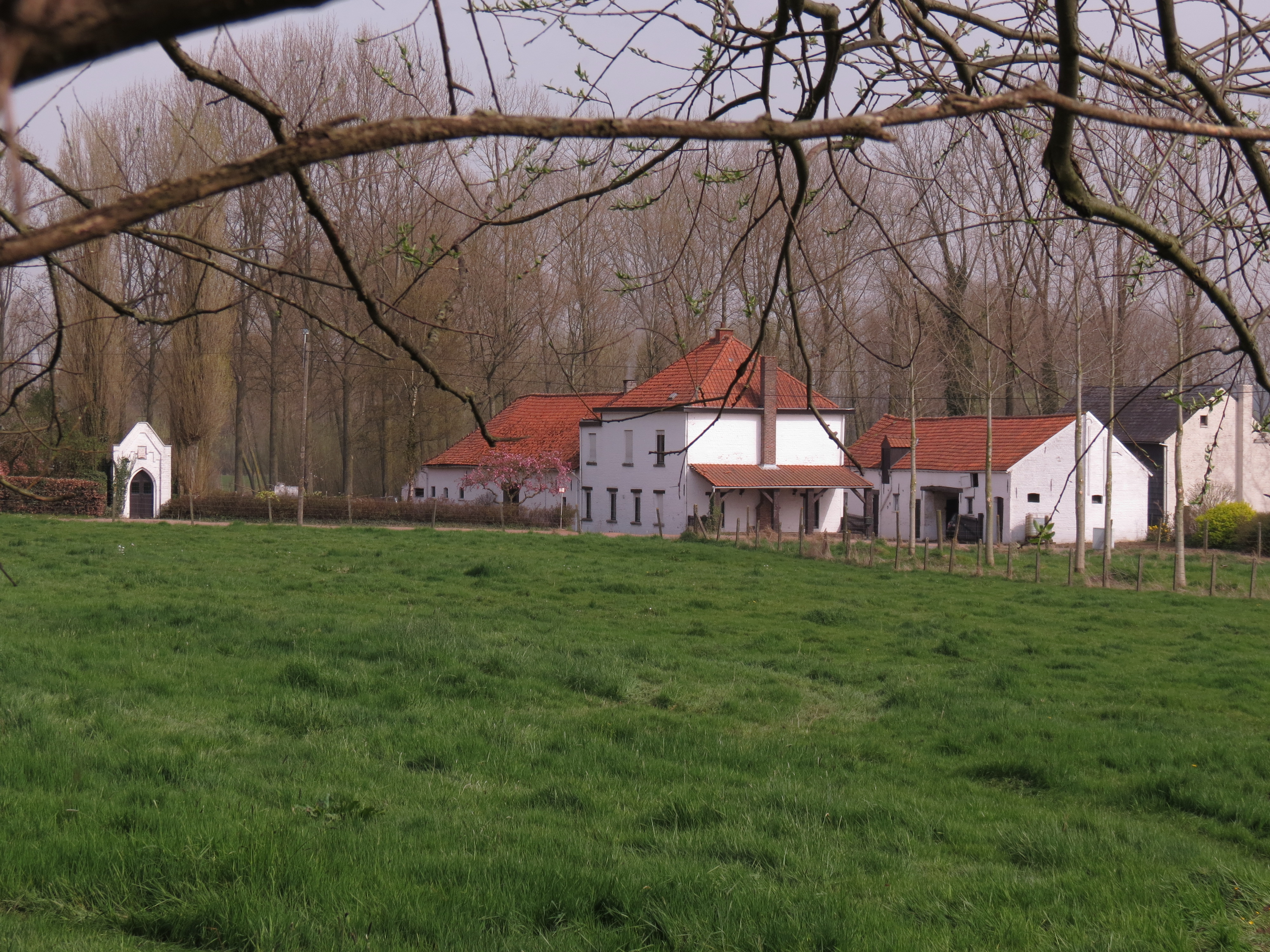
Zicht op Neuringen

## Geschiedenis
Op de Villaretkaart uit het midden van de 18de eeuw is hier het gehucht Neuringen aangeduid. De Ferrariskaart uit de jaren 1770 toont het gehucht als Neeuringe.
Op het eind van het ancien régime, toen tijdens de Franse bezetting op het eind van de 18de eeuw de gemeenten werden gecreëerd, werd het gehucht ondergebracht in de gemeente Denderwindeke.
Op de Atlas der Buurtwegen uit 1841 is het gehucht weergeven als Neringen. De Vandermaelenkaart uit het midden van de 19de eeuw vermeldt het als Neuringe.

## Bezienswaardigheden
- De  Kapel Onze-Lieve-Vrouw van Zeven Weeën

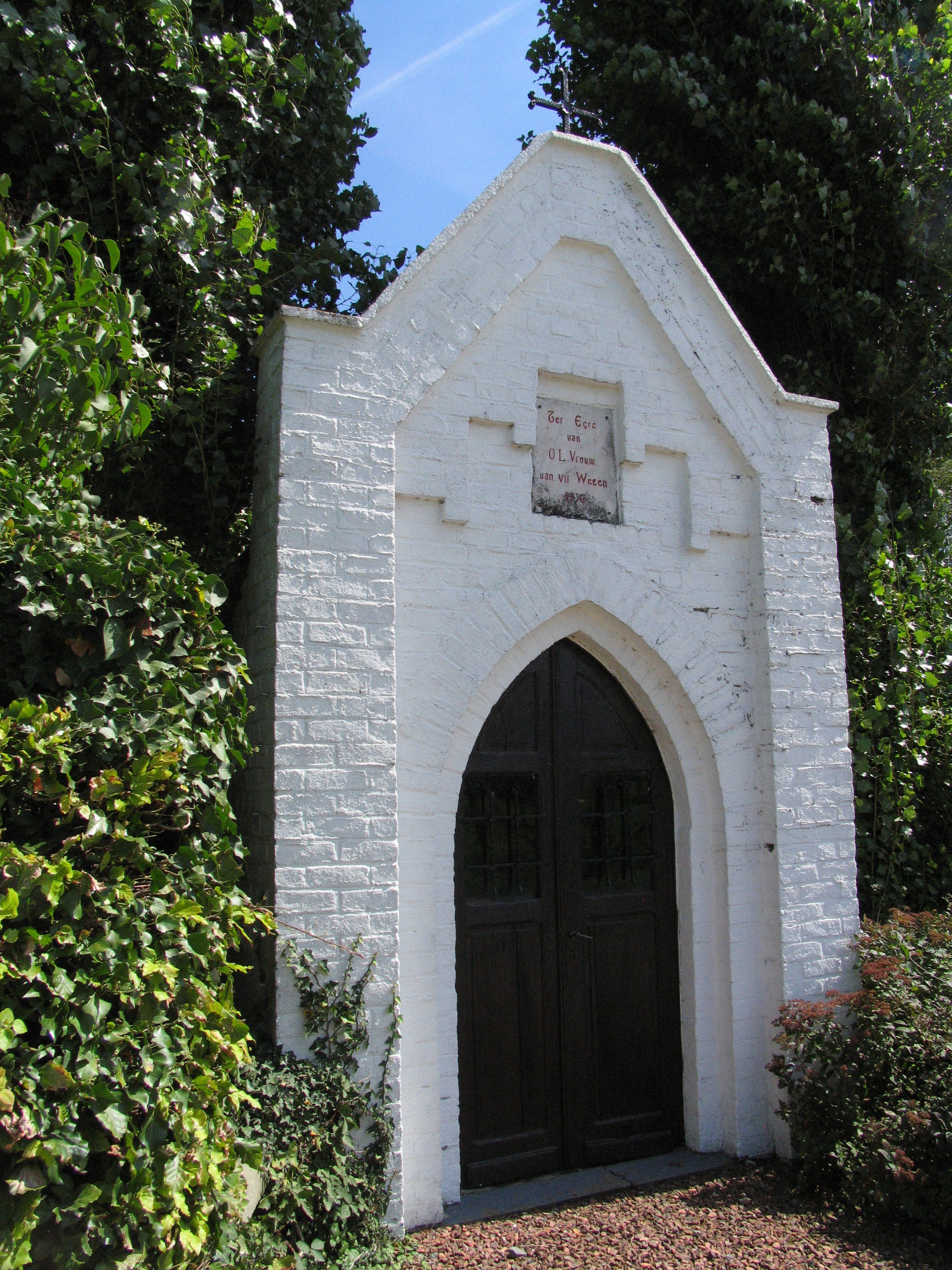
Kapel Onze-Lieve-Vrouw van Zeven Weeën
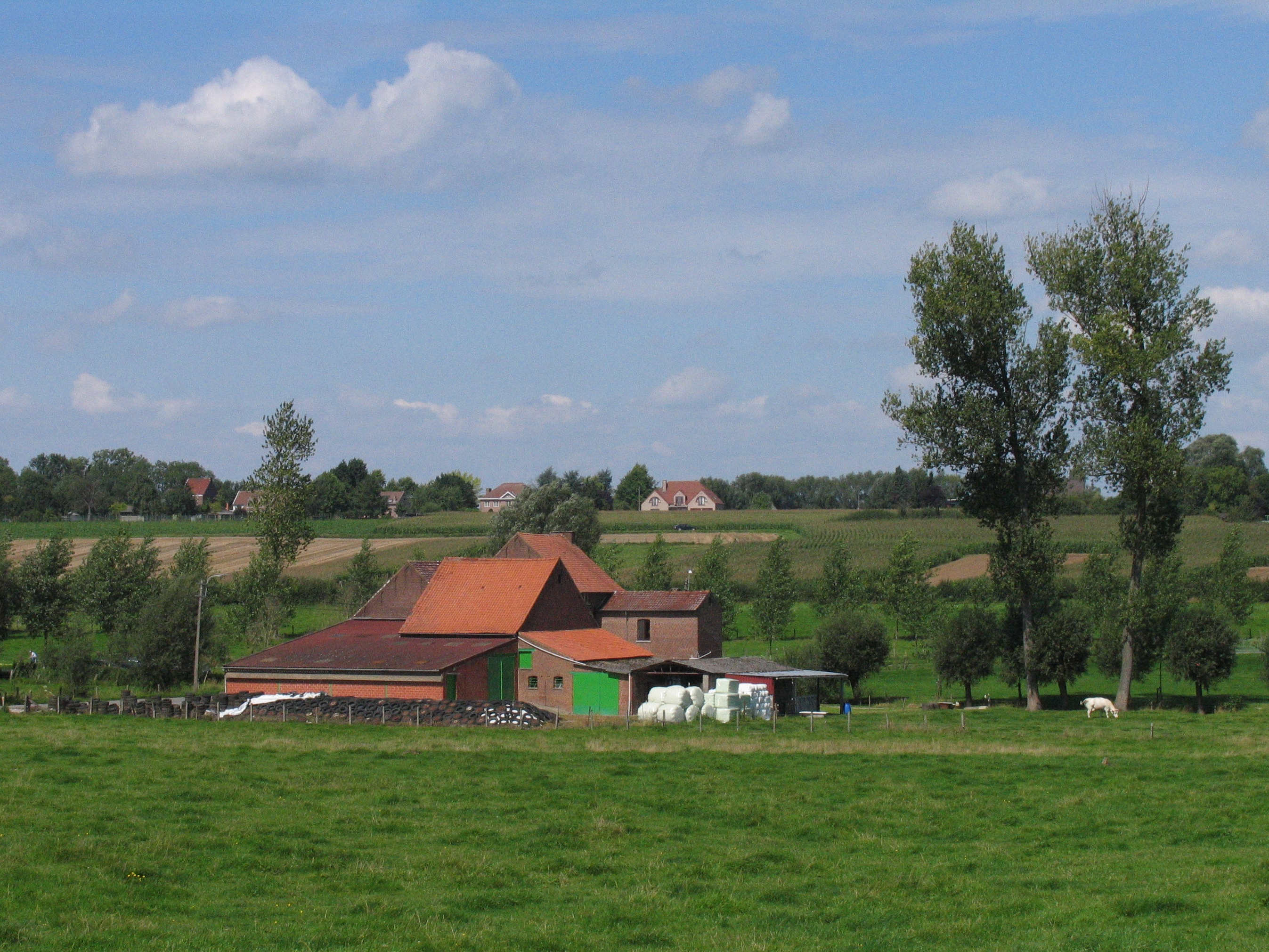
Neuringen

Deelgemeenten: Appelterre-Eichem · Aspelare · Denderwindeke · Lieferinge · Meerbeke · Nederhasselt · Neigem · Ninove · Okegem · Outer · Pollare · Voorde

Overige dorpen, gehuchten en wijken: Appelterre · Bevingen · Boterdaal · Dasselt · Eichem · Herlinckhove · Lebeke · Linkebeek · Muylem · Nederwijk · Neuringen · Nijken · Prindaal · Renderstede · Roesbeke · Roost · Slettem · Steenhout · Terbert · Varenberg · Vogelenzang · Vreckom · Waalhove · Zevenkoten

Belgische gemeenten · Arrondissement Aalst · Oost-Vlaanderen · Vlaanderen